# 4422 Jarre
4422 Jarre је астероид главног астероидног појаса са средњом удаљеношћу од Сунца која износи 2,237 астрономских јединица (АЈ).
Апсолутна магнитуда астероида је 12,6.